# Průběh letu STS-51-L
Průběh letu STS-51-L je podrobný chronologicky řazený výčet sledu událostí, které se odehrály od zažehnutí hlavních motorů Challengeru až po vydání dálkového pokynu ke zničení urychlovacích bloků SRB. Výčet zahrnuje i přepis komunikace mezi střediskem řízení letu a členy posádky z kokpitu, kterou zaznamenával hlasový záznamník na palubě raketoplánu.
STS-51-L byl celkem 25. odstartovaný let amerického raketoplánu a zároveň 1. let raketoplánu, jehož účastníkem byla i civilní osoba. Při misi byl využit raketoplán Challenger, který 28. ledna 1986 odstartoval z odpalovací rampy 39B Kennedyho vesmírného střediska na Floridě. Mise skončila 73 sekund po startu, kdy došlo ke zničení raketoplánu. Toto zničení nastalo vinou netěsnícího O-kroužku na pravém urychlovacím bloku SRB, přičemž následně došlo téměř okamžitě k rozpadu raketoplánu při velkém aerodynamickém tlaku. Všech sedm členů posádky při nehodě zahynulo.

## Shrnutí průběhu letu

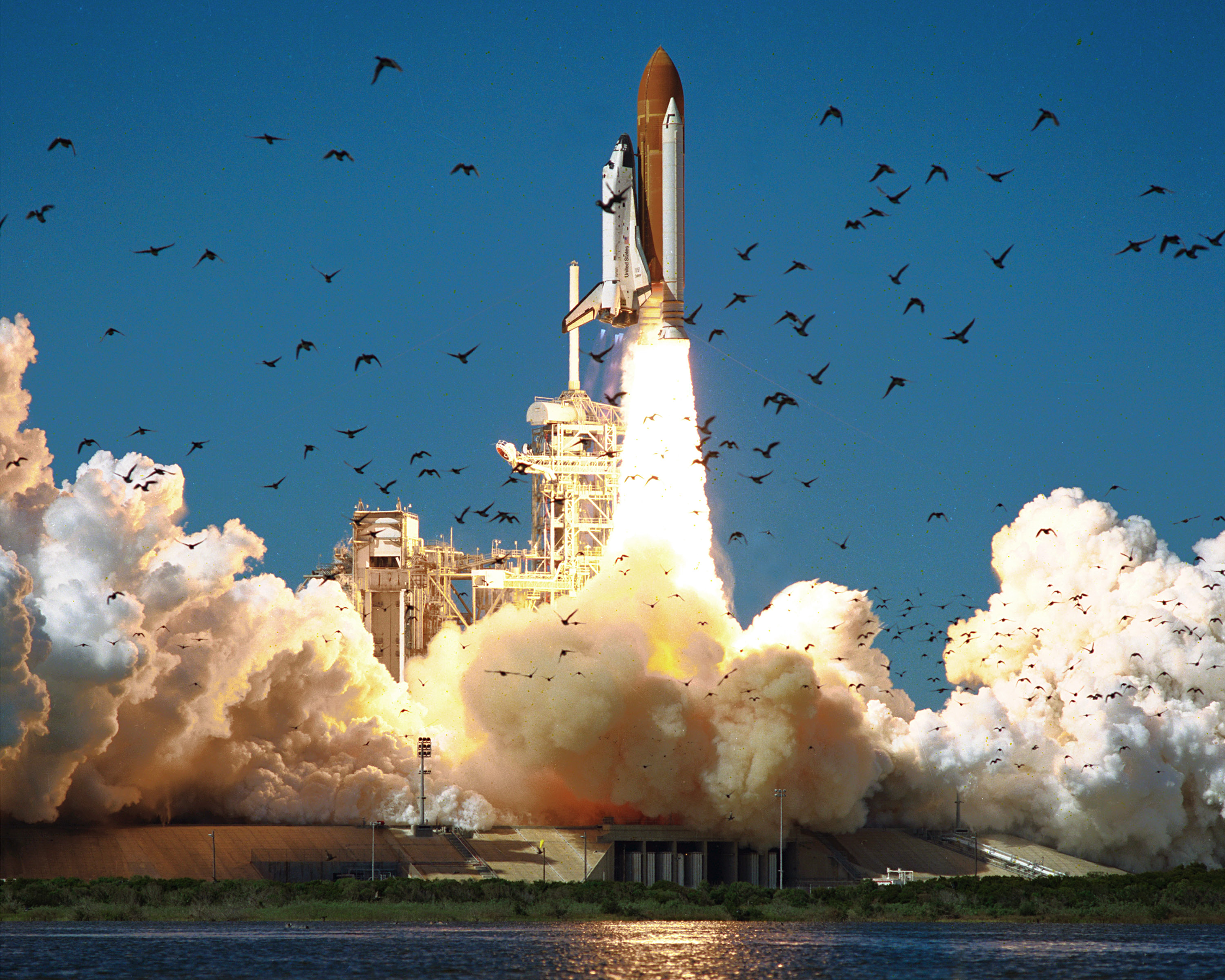
Start raketoplánu Challenger na jeho poslední let

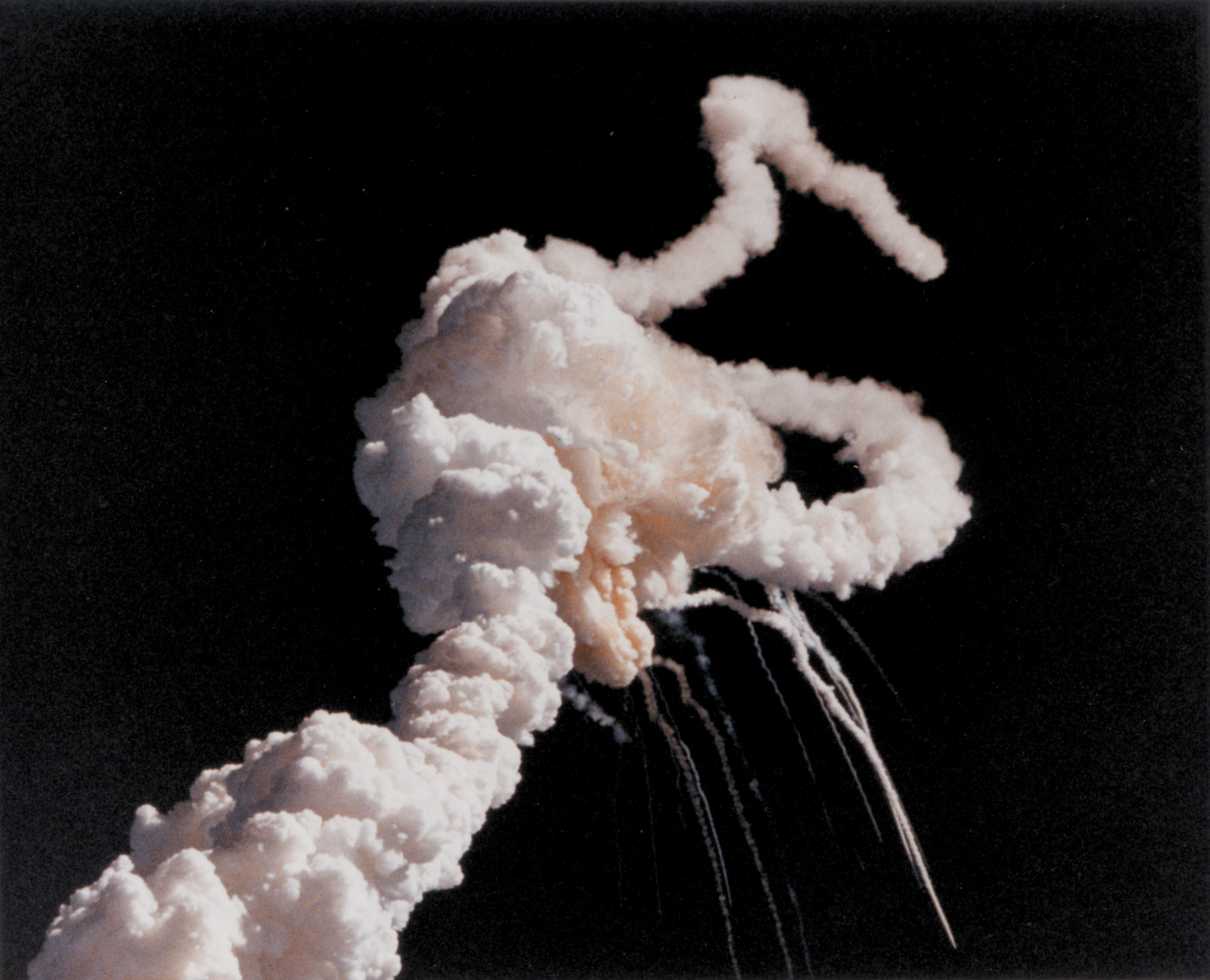
Oblak ohně a kouře po celkovém rozpadu sestavy raketoplánu.

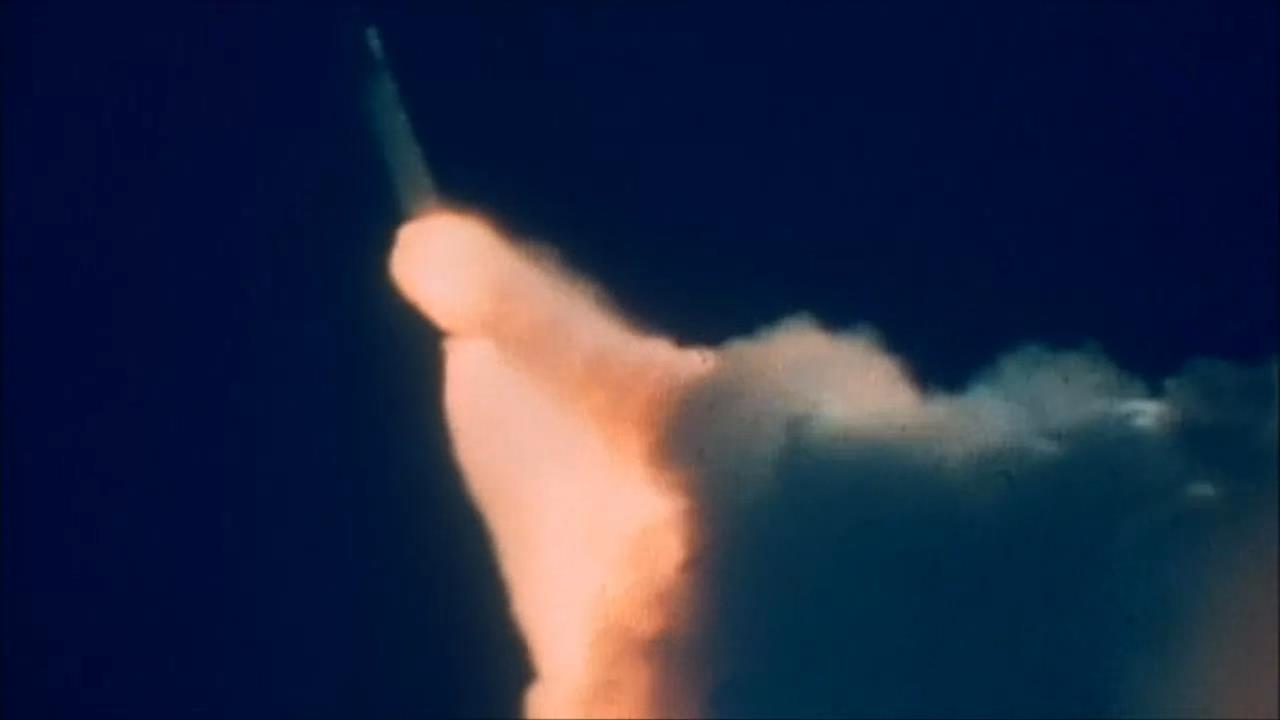
Pravý SRB opouští ohnivou kouli. Anomální oblak, který způsobil katastrofu, je jasně viditelný.

Po několikadenním zpoždění Challenger odstartoval v 16:38:00 UTC 28. ledna 1986. Jeho tři hlavní motory byly zapáleny v T -6,6 sekundy. V T -0 sekund byly zapáleny dva urychlovací bloky SRB a sestava začala stoupat z rampy 39B Kennedyho vesmírného střediska. Kamery natáčející start téměř okamžitě zaznamenaly přítomnost kouře v místě uchycení pravého bloku SRB, což naznačovalo selhání O-kroužku, který utěsňuje spojení mezi dvěma díly bloku SRB.  Nicméně, přibližně v T +2 sekundy se vzniklá netěsnost zevnitř utěsnila, takže vše pokračovalo standardně.
V T +36 sekund a v nadmořské výšce přes 3 kilometry Challenger pocítil nejsilnější proud vzduchu, který se vyskytl během startu raketoplánu. Manévr stočení se s cílem vyrovnat vliv proudících větrů na příkaz palubního počítače raketoplánu kontrolujícího výšku způsobil, že se znovu vytvořila netěsnost na pravém SRB.

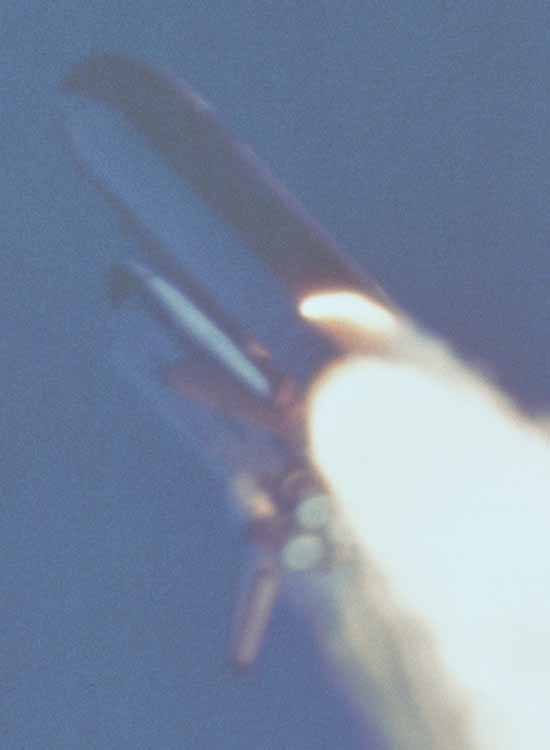
Kamery zachycující oblak plamene na pravém SRB Challengeru.

Kolem T +58 sekund kamery zaznamenaly vytvoření oblaku u zadní upevňovací vzpěry pravého motoru SRB. Během několika sekund se oblak stal dobře viditelným. Vnitřní tlak v pravém SRB začal klesat vlivem rychle se zvětšujícího otvoru ve spojnici dvou dílů a v T +60 sekund byl již viditelný i plamen šlehající ze spoje dvou segmentů SRB, který dopadal na stěnu externí nádrže raketoplánu. Po uplynutí dalších čtyř sekund (v T +64 sekundy) plamen náhle změnil svůj tvar, což naznačovalo, že propálil díru do nádrže s kapalným vodíkem. Tlak v nádrži začal klesat a palubní počítač Challengeru začal natáčet jednotlivé trysky SSME, aby vyrovnal nevyvážený tah motorů SRB.
V této fázi se ještě oběma astronautům i letovým dispečerům zdálo, že vše probíhá normálně. V T +68 sekund instruoval CAPCOM posádku, že mají „jít na plný plyn“ a velitel Dick Scobee potvrdil přijetí instrukcí. Jeho odpověď – „Rogere, zvyšuji na plný výkon“ – byla poslední komunikace mezi Challengerem a řídícím střediskem.

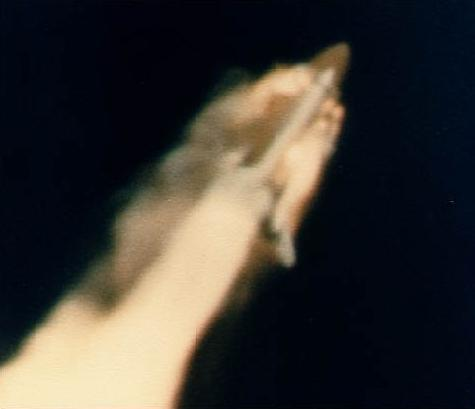
Challenger se začíná rozpadat.

Přibližně v čase T +72 sekundy se zřejmě pravý SRB uvolnil od zadní vzpěry, která jej upevňovala k externí nádrži. Pozdější analýza telemetrických dat ukázala náhlé boční zrychlení doprava v T +72,525 sekundy, které posádka mohla i ucítit. Poslední zaznamenání hlasů posádky v kabině bylo učiněno 0,5 sekundy po tomto zrychlení, kdy pilot Michael J. Smith vykřikl: „Uh oh!“ Není však zcela jisté, zda Smith takto reagoval na pravděpodobně citelné boční zrychlení. Stejně tak mohl také zareagovat při pohledu na ukazatel výkonu hlavních motorů či na klesající ukazatel tlaku v externí nádrži.
V T +73,124 sekundy zadní kopule nádrže na kapalný vodík selhala a vytvořila hnací sílu, která vtlačila vodíkovou nádrž do kyslíkové nádrže. Zároveň se pravý SRB otočil kolem přední vzpěry a udeřil do konstrukce externí nádrže.
Rozpad sestavy začal v T +73,162 sekundy a v nadmořské výšce 14,6 kilometru. Challenger byl zcela oddělen od externí nádrže a vlivem své orientace vzhledem k proudícímu vzduchu byl okamžitě roztrhán abnormálními aerodynamickými silami – přetížení dosahovalo hodnot až 20 g, což přesahovalo konstrukční limity raketoplánu. Dva SRB, které odolaly velkému přetížení, pokračovaly v letu po oddělení od externí nádrže ještě po následujících 37 sekund. SRB byly vyrobeny z 12,7 milimetru tlusté oceli a byly tak mnohem silnější než samotný orbiter i externí nádrž, díky čemuž oba SRB překonaly rozpad sestavy raketoplánu, ačkoli pravý SRB utrpěl následky propálení, jež vedlo i k celkovému zničení Challengeru. Urychlovací bloky SRB byly zničeny přibližně v T +110 sekund po startu bezpečnostním systémem.

## Podrobný přepis průběhu letu
Následující časová osa poskytuje podrobný seznam hlavních událostí od zahájení mise STS-51-L a končí zničením Challengeru, včetně následného zničení i přeživších SRB bloků. Seznam také obsahuje přepis z hlasového záznamníku (CVR) na palubě raketoplánu od zažehnutí hlavních motorů po T +73 sekund.
Zkratky použité v ose jsou následující:
- APU - pomocná pohonná jednotka
- CDR - Velitel
- CVR - Palubní hlasový záznamník
- ET - externí nádrž
- GLS - pozemní startovní seqvencer
- GPC - hlavní počítač
- HPFT - vysokotlaké turbočerpadlo
- LH2 - kapalný vodík
- LO2 - kapalný kyslík (LOX)
- LVLH - místně svislý/místně horizontální
- MCC - středisko řízení letu
- MEC - řízení hlavního motoru
- MS1/MS2 - letoví specialisté
- PAO - veřejný moderátor průběhu letu
- PIC - řízení pyrotechnických zapaloačů
- PLT - pilot
- RCS - řízení orientačních trysek
- SRB - urychlovací blok na tuhé palivo

| 16:37:53,444                                                                                     | -6,566  | Příkaz k zážehu motoru SSME-3 | GPC                       |
| 16:37:53,564                                                                                     | -6,446  | Příkaz k zážehu motoru SSME-2 | GPC                       |
| 16:37:53,684                                                                                     | -6,326  | Příkaz k zážehu motoru SSME-1 | GPC                       |
| 16:37:54                                                                                         | -6      | CDR: „Tady jdou, chlapy!“ MS2: „V pořádku!“ CDR: „Tři na sto.“ | CVR                       |
| 16:38:00,010                                                                                     | 0,000   | Příkaz k zážehu motorů SRB | GPC                       |
| 16:38:00,018                                                                                     | 0,008   | PIC odpálení | kamera E8                 |
| 16:38:00                                                                                         | 0       | MS2: „Všechno v pořádku!“ | CVR                       |
| 16:38:00,260                                                                                     | 0,250   | První kontinuální vertikální pohyb. | kamera E9                 |
| O-kroužek v pravém SRB selhal.                                                                   |         | |                           |
| 16:38:00,688                                                                                     | 0,678   | První potvrzený kouř se objevil nad spojením SRB a ET u pravého SRB. | kamera E60                |
| 16:38:00,846                                                                                     | 0,836   | Osm obláčků dýmu se objevilo u spojení dvou segmentů SRB mezi T +0,836 sekundy a T +2,5 sekundy. | kamera E63                |
| 16:38:00,900                                                                                     | 0,890   | Pozemní řídící počítače začaly postartovní „safing“ startovní rampy a zařízení. | GLS                       |
| 16:38:01                                                                                         | 1       | PLT: „Jdeme na to.“ | CVR                       |
| 16:38:02,743                                                                                     | 2.733   | Poslední zaznamenaný kouř místa spoje. | kamera CZR-1              |
| 16:38:03                                                                                         | 3       | PAO: „Start dvacáté páté mise raketoplánu a odpalovací rampa je prázdná.“ | NASA TV                   |
| Vlivem spalování paliva uvnitř motoru se utěsnila mezera, která se vytvořila selháním O-kroužku. |         | |                           |
| 16:38:03,385                                                                                     | 3,375   | Poslední zaznamenaný kouř. | kamera E60                |
| 16:38:04,349                                                                                     | 4,339   | Výkon motorů SSME jde až na 104 % | E41M2076D                 |
| 16:38:05                                                                                         | 5       | DPS: „Start potvrzen.“ Řídící letu: „Start...“ | MCC                       |
| 16:38:05,684                                                                                     | 5,674   | Tlak v pravém SRB je 81,358 kPa nad normálem. | B47P2302C                 |
| 16:38:07                                                                                         | 7       | CDR: „Houstone, Challenger - program stáčení.“ | CVR                       |
| 16:38:07,734                                                                                     | 7,724   | Zahájení programu stáčení. | V90R5301C                 |
| 16:38:10                                                                                         | 10      | CAPCOM: „Rozumím, přetáčej Challenger.“ FIDO: „Dobré přetáčení, letový.“ Řídící letu: „Jo, dobré přetáčení.“ | MCC                       |
| 16:38:11                                                                                         | 11      | PLT: „Jdi ty, matko!“ | CVR                       |
| 16:38:14                                                                                         | 14      | MS1: „LVLH“ (ukončení manévru přetáčení) | CVR                       |
| 16:38:15                                                                                         | 15      | MS2: „(zvolání) Paráda!“ CDR: „OK.“ | CVR                       |
| 16:38:16                                                                                         | 16      | PAO: „V pořádku. Potvrzení přetáčecího programu. Chellenger nyní směřuje horizontálně.“ | NASA TV                   |
| 16:38:19                                                                                         | 19      | PLT: „Podívej, jak dnes víříme vzduch!“ | CVR                       |
| 16:38:19,869                                                                                     | 19,859  | Tah motorů SSME snížen zpět na 94% | E41M2076D                 |
| 16:38:20                                                                                         | 20      | CDR: „To jo!“ | CVR                       |
| 16:38:21,134                                                                                     | 21,124  | Program přetáčení hotový. | VP0R5301C                 |
| 16:38:22                                                                                         | 22      | CDR: „Je trochu těžké vidět ven tady z mého okna.“ | CVR                       |
| 16:38:27                                                                                         | 27      | BOOSTER: „Tah snížen na devadesát čtyři.“ Řídící letu: „Devadesát čtyři...“ | MCC                       |
| 16:38:28                                                                                         | 28      | PLT: „Výška deset tisíc stop (3 km), Mach nula pět.“ | CVR                       |
| 16:38:28                                                                                         | 28      | PAO: „Motory začaly přiškrcení, nyní devadesát čtyři procent. Normální přiškrcení je pro většinu letů sto čtyři procent. Krátce budeme škrtit až k šedesáti pěti procentům.“ | NASA TV                   |
| 16:38:30                                                                                         | 30      | [zkomolené] | CVR                       |
| 16:38:35                                                                                         | 35      | CDR: „Bod devět.“ | CVR                       |
| 16:38:35,389                                                                                     | 35,379  | Motory SSME přiškrceny na 65% | E41M2076D                 |
| 16:38:37,000                                                                                     | 36,990  | Reakce na silný poryv větru (od 36,990 s do 62,990 s). | V95H352nC                 |
| Uvolnění paliva, které ucpávalo netěsnost mezi segmenty SRB.                                     |         | |                           |
| 16:38:40                                                                                         | 40      | PLT: „Máme Mach jedna.“ | CVR                       |
| 16:38:41                                                                                         | 41      | CDR: „Prolétáváme přes devatenáct tisíc.“ (výška 5,8 km) | CVR                       |
| 16:38:43                                                                                         | 43      | CDR: „OK, jdeme. Snižujeme tah motorů.“ | CVR                       |
| 16:38:45,227                                                                                     | 45,217  | Je pozorován záblesk ze směru pravého křídla raketoplánu. |                           |
| 16:38:48,128                                                                                     | 48,118  | Je vidět druhý záblesk ze zádi pravého křídla. |                           |
| 16:38:48,428                                                                                     | 48,418  | Třetí nevysvětlitelný záblesk je vidět u pravého křídla raketoplánu - brilantně oranžová ohnivá koule se vynořila z pod pravého křídla a rychle se spojila s plamenem z motoru SRB, což je jev zaznamenaný i u předchozích letů. | 70mm kamera               |
| 16:38:49                                                                                         | 49      | BOOSTER: „Tři na šedesát pět.“ PAO: „..Tři dobré palivové jednotky. Tři dobré APU...“ Řídící letu: „Šedesát pět, FIDO...“ FIDO: „T-del potvrzuje přiškrcení.“ Řídící letu: „Díky.“ | MCC & NASA TV             |
| 16:38:51,870                                                                                     | 51,860  | Tah motorů SSME zvýšen na 104 % | E41M2076D                 |
| 16:38:52                                                                                         | 52      | PAO: „Rychlost dva tisíce dvě sta padesát sedm stop za sekundu (2477 km/h), výška čtyři celé tři desetiny námořní míle (7,964 km), horizontální vzdálenost tři námořní míle (5,556 km).“ | NASA TV                   |
| 16:38:57                                                                                         | 57      | CDR: „Zvyšujeme tah.“ | CVR                       |
| 16:38:58                                                                                         | 58      | PLT: „Zvýšeno.“ | CVR                       |
| 16:38:58,798                                                                                     | 58,788  | První důkaz o plamenu na pravém SRB. | kamera E207               |
| 16:38:59                                                                                         | 59      | CDR: „Rozumím.“ | CVR                       |
| 16:38:59,010                                                                                     | 59,000  | Max Q (4,964 MPa) | Nejlepší odhadovaný vývoj |
| 16:38:59,272                                                                                     | 59,262  | kontinuální dobře zaznamenaný chochol plamene na pravém SRB. | kamera E207               |
| 16:38:59,763                                                                                     | 59,753  | Plamen z pravého SRB jde směrem dolů (při pohledu z jižní strany). | kamera E204               |
| 16:38:60                                                                                         | 60      | PLT: „Jdem dál!“ Neznámý: „Huurááá!“ | CVR                       |
| 16:39:00,014                                                                                     | 60,238  | Tlaky v pravém a levém motoru SRB se začínají lišit. | B47P2302                  |
| 16:39:00,248                                                                                     | 60,238  | První záznam o přerušovaném vychýleném oblaku. | kamera E207               |
| 16:39:00,258                                                                                     | 60,248  | První záznam plamene z SRB mířícího na ET. | kamera E203               |
| 16:39:00,998                                                                                     | 60,988  | První důkaz o kontinuálním vychýleném plamenu. | kamera E207               |
| 16:39:01,734                                                                                     | 61,724  | Nejvyšší hodnota přetáčení v reakci na poryv větru. | V90R5301C                 |
| 16:39:02                                                                                         | 62      | PLT: „Jedeme přes třicet pět tisíc stop (10,7 km), rychlost jeden a půl Machu.“ | CVR                       |
| 16:39:02,094                                                                                     | 62,084  | Vrchol reakce TVC na poryv větru. | B58H1150C                 |
| 16:39:02,414                                                                                     | 62,404  | Vrchol stáčení v reakci na poryv větru. | V90R5341C                 |
| 16:39:02,494                                                                                     | 62,484  | Závěs pravého vnějšího pohonu zaznamenal pohyb. | V58P0966C                 |
| 16:39:03,934                                                                                     | 63,924  | Změna delta tlaku na závěsu pravého vnějšího pohonu. | V58P0966C                 |
| 16:39:03,974                                                                                     | 63,964  | Začátek plánovaného manévru. | V90R5321C                 |
| Plamen propálil nádrž LH2 v ET.                                                                  |         | |                           |
| 16:39:04,670                                                                                     | 64,660  | Změna anomálního tvaru oblaku (únik z nádrže LH2) | kamera E204               |
| 16:39:04,715                                                                                     | 64,705  | Jasná trvalá záře na stěně ET. | kamera E204               |
| 16:39:04,947                                                                                     | 64,937  | Začátek práce motorů SSME pod velkým úhlem. | V58H1100A                 |
| 16:39:05                                                                                         | 65      | CDR: „Máme čtyři sta osmdesát šest.“ (rychlost větru) | CVR                       |
| 16:39:05,174                                                                                     | 65,164  | Začátek přechodného pohybu v důsledku změn aerodynamických sil kvůli plameni. | V90R5321C                 |
| 16:39:06                                                                                         | 66      | BOOSTER: „Zvýšení tahu, trojka až na sto čtyři (procent).“ Flight Director: „CAPCOM, jděte s výkonem nahoru.“ | MCC                       |
| 16:39:06,774                                                                                     | 66,764  | V důsledku úbytku LH2 z ET se projevila odchylka tlaku. | T41P1700C                 |
| 16:39:07                                                                                         | 67      | PLT: „Jo, co to je, máme to taky.“ | CVR                       |
| 16:39:08                                                                                         | 68      | PAO: „Zvyšování výkonu motorů. Tři motory jsou teď na sto čtyřech procentech.“ CAPCOM: „Challengere, zvyšte výkon.“ | NASA TV a MCC             |
| 16:39:10                                                                                         | 70      | CDR: „Rozumím, zvyšuji na plný výkon.“ (Poslední přenos hlasového spojení vzduch-země.) | CVR                       |
| Plamen hořící přes zadní upevňovací vzpěru ji přepálil a spodek SRB se uvolnil od ET.            |         | |                           |
| 16:39:12,214                                                                                     | 72,204  | Levý a pravý SRB se začínají rozcházet. | V90R2528C                 |
| 16:39:12,294                                                                                     | 72,284  | Úroveň stoupání levého a pravého SRB se začíná rozcházet. | V90R2525C                 |
| 16:39:12,488                                                                                     | 72,478  | SRB dostal příkaz k vysokému výkonu. | V79H2111A                 |
| 16:39:12,507                                                                                     | 72,497  | SSME se vychýlil rychlostí 5° za sekundu. | V58H1100A                 |
| 16:39:12,535                                                                                     | 72,525  | Maximální příčné zrychlení +Y (+0,227 g). | V98A1581C                 |
| 16:39:12,574                                                                                     | 72,564  | Vysoký výkon SRB. | B58H1151C                 |
| 16:39:12,574                                                                                     | 72,564  | Začátek poklesu tlaku v nádrži LH2 s dvěma řídícími ventily otevřenými. | T41P1700C                 |
| 16:39:12,634                                                                                     | 72,624  | Poslední odeslaný údaj o stavovém vektoru. | ztráta dat                |
| 16:39:12,974                                                                                     | 72,964  | Začátek ostrého poklesu tlaku v nádrži s LO2. | V41P1330C                 |
| 16:39:13                                                                                         | 73      | PLT: „Uh-oh!“ | CVR                       |
| 16:39:13,020                                                                                     | 73,010  | Poslední kompletní darový rámec TDRS. | ztráta dat                |
| 16:39:13,054                                                                                     | 73,044  | Začátek ostrého poklesu tlaku v nádrži s LH2. | V41P1100C                 |
| 16:39:13,055                                                                                     | 73,045  | Maximální příčné zrychlení -Y (-0,254 g). | V98A1581C                 |
| Challenger se začíná rozpadat.                                                                   |         | |                           |
| 16:39:13,134                                                                                     | 73,124  | Obvodový bílý vzor na zadní kopuli ET. (selhání nádrže LH2). Bno ET je otevřené a kapalný vodík uniká. | kamera E204               |
| 16:39:13,134                                                                                     | 73,124  | Tlak v pravém SRB je o 131 kPa nižší, než v levém SRB. | B47P2302C                 |
| 16:39:13,147                                                                                     | 73,137  | První náznak páry nad ET. | kamera E207               |
| 16:39:13,153                                                                                     | 73,143  | Všechny motorové systémy začínají reagovat na ztrátu tlaku kapalného kyslíku. | SSME tým                  |
| 16:39:13,172                                                                                     | 73,162  | Náhlý oblak kolem ET. Pravý SRB narazil do ET a nádrž LH2 je vržena do nádrže LO2. | kamera E207               |
| 16:39:13,201                                                                                     | 73,191  | Záblesk mezi orbiterem a nádrží LH2. | kamera E204               |
| 16:39:13,221                                                                                     | 73,211  | Poslední telemetrická data SSME mezi 73,211 a 73,303. | ztráta dat.               |
| 16:39:13,223                                                                                     | 73,213  | Záblesk v blízkosti přední upevňovací vzpěry SRB a zjasnění záře mezi orbiterem a ET. | kamera E204               |
| 16:39:13,292                                                                                     | 73,282  | První intenzivní bílý záblesk u zadního připojovacího bosu SRB. | kamera E204               |
| 16:39:13,337                                                                                     | 73,327  | Výrazné zvýšení intenzity bílého záblesku. | kamera E204               |
| 16:39:13,387                                                                                     | 73,377  | Začátek kolísání tlaku ve spalovací komoře RCS. | V42P1552A                 |
| 16:39:13,393                                                                                     | 73,383  | U všech motorů se HTFP blíží k limitům. | E41Tn010D                 |
| 16:39:13,492                                                                                     | 73,482  | HTFP druhého SSME. Kanál A hlasuje pro vypnutí, 2 údery na kanál B. | MEC data                  |
| 16:39:13,492                                                                                     | 73,482  | Řízení SSME-2 naposledy aktualizovalo celé slovo. | MEC data                  |
| 16:39:13,513                                                                                     | 73,503  | SSME-3 se vypíná v důsledku teplotního vychýlení HPFT. | MEC data                  |
| 16:39:13,513                                                                                     | 73,503  | Řízení SSME-3 naposledy aktualizovalo celé slovo. | MEC data                  |
| 16:39:13,533                                                                                     | 73,523  | SSME-1 se vypíná v důsledku teplotního vychýlení HPFT. | výpočet                   |
| 16:39:13,553                                                                                     | 73,543  | Poslední datový bod telemetrie SSME-1. | výpočet                   |
| 16:39:13,628                                                                                     | 73,618  | Poslední ověřená telemetrická data orbiteru. | V46P0120A                 |
| 16:39:13,641                                                                                     | 73,631  | Konec posledního zrekonstruovaného datového rámce s platnou synchronizací a počtem snímků. | ztráta dat                |
| 16:39:14,140                                                                                     | 74,130  | Zachycení posledního radiového signálu z orbiteru. | ztráta dat                |
| Poslední odeslaná data - Challenger je ztracen.                                                  |         | |                           |
| 16:39:14,597                                                                                     | 74,587  | Jasný záblesk v blízkosti nosu orbiteru. | kamera E204               |
| 16:39:16,447                                                                                     | 76,437  | Špice pravého SRB se oddělila a byl vypuštěn padák. | kamera E207               |
| 16:39:17                                                                                         | 77      | PAO: „Jedna minuta patnáct sekund. Rychlost: dva tisíce devět set stop za sekundu (3182 km/h). Nadmořská výška devět námořních mil (16,67 km). Horizontální vzdálenost sedm námořních mil (12,96 km).“ | NASA TV & MCC             |
| 16:39:29                                                                                         | 89      | Řídící letu: „FIDO, trajektorie...“ FIDO: „Pokračuje.“ Řídící letu: „Trajektorie, FIDO.“ FIDO: „Letový, FIDO. Filtry dostaly neúplné zdroje. Letíme.“ GC: „Letový, GC, měli jsme negativní kontakt, ztráta příjmu dat.“ Řídící letu: „OK, všichni operátoři, sledujte pečlivě své údaje.“ FIDO: „Letový, FIDO. Až se dostaneme zpátky na jeho signál pro ukončovací režim.“ Řídící letu: „Postupy, jakákoliv pomoc?“ Neznámý: „Negativní, letový, žádná data.“ | MCC                       |

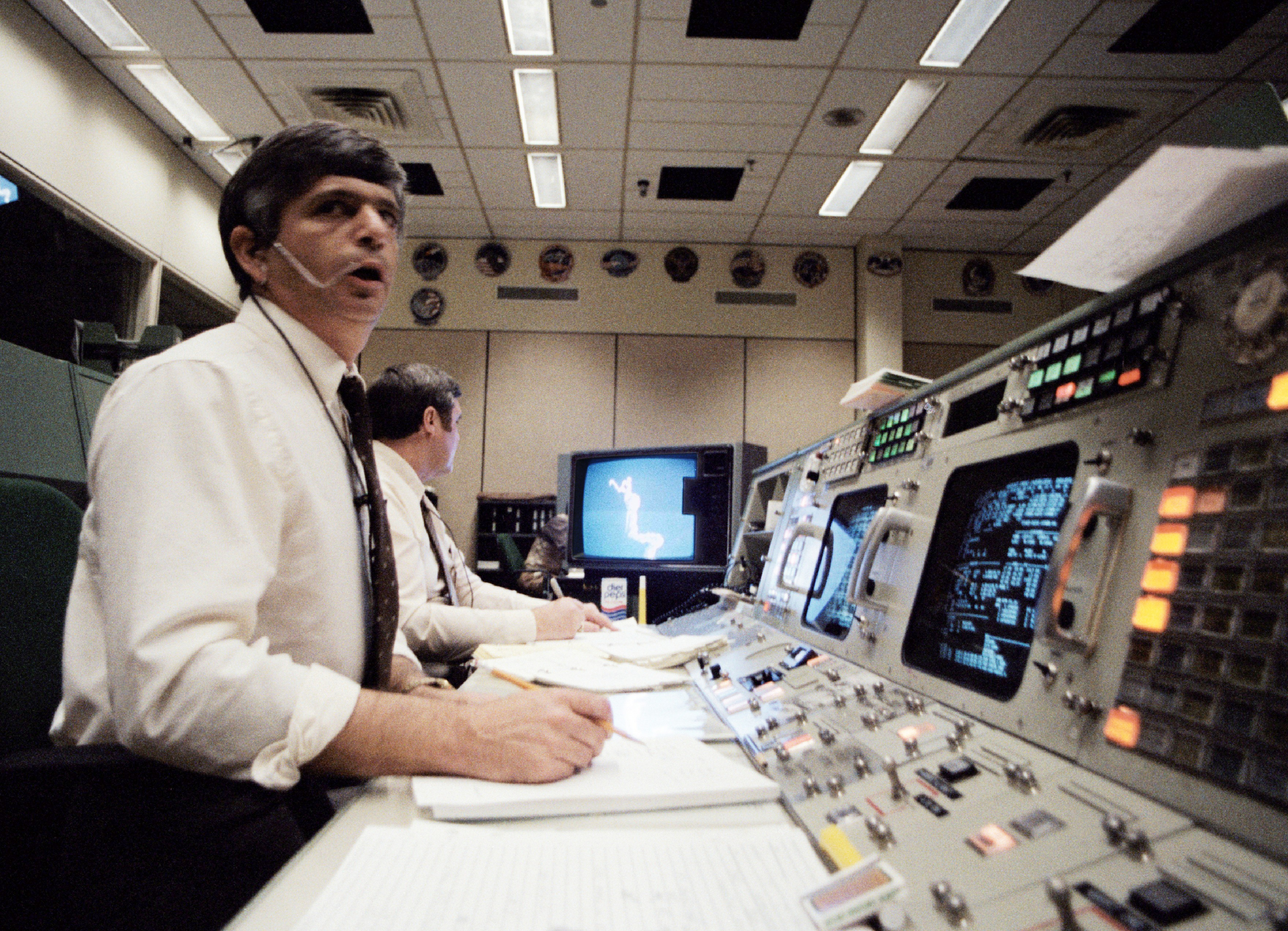
Situace v řídícím středisku krátce po destrukci Challengeru - na obrázku inženýr Jay Greene.

| 16:39:50,260                                                                                     | 110,250 | Zničení pravého SRB přes bezpečnostní systém. | kamera E202               |
| 16:39:50,262                                                                                     | 110,252 | Zničení levého SRB přes bezpečnostní systém. | kamera E230               |